# Елст (Гелдерланд)
Елст (нід. Elst) — місто в нідерландській провінції Гелдерланд. Адміністративний центр муніципалітету Овербетюве.
До 2001 року мало статус окремого муніципалітету.

## Галерея

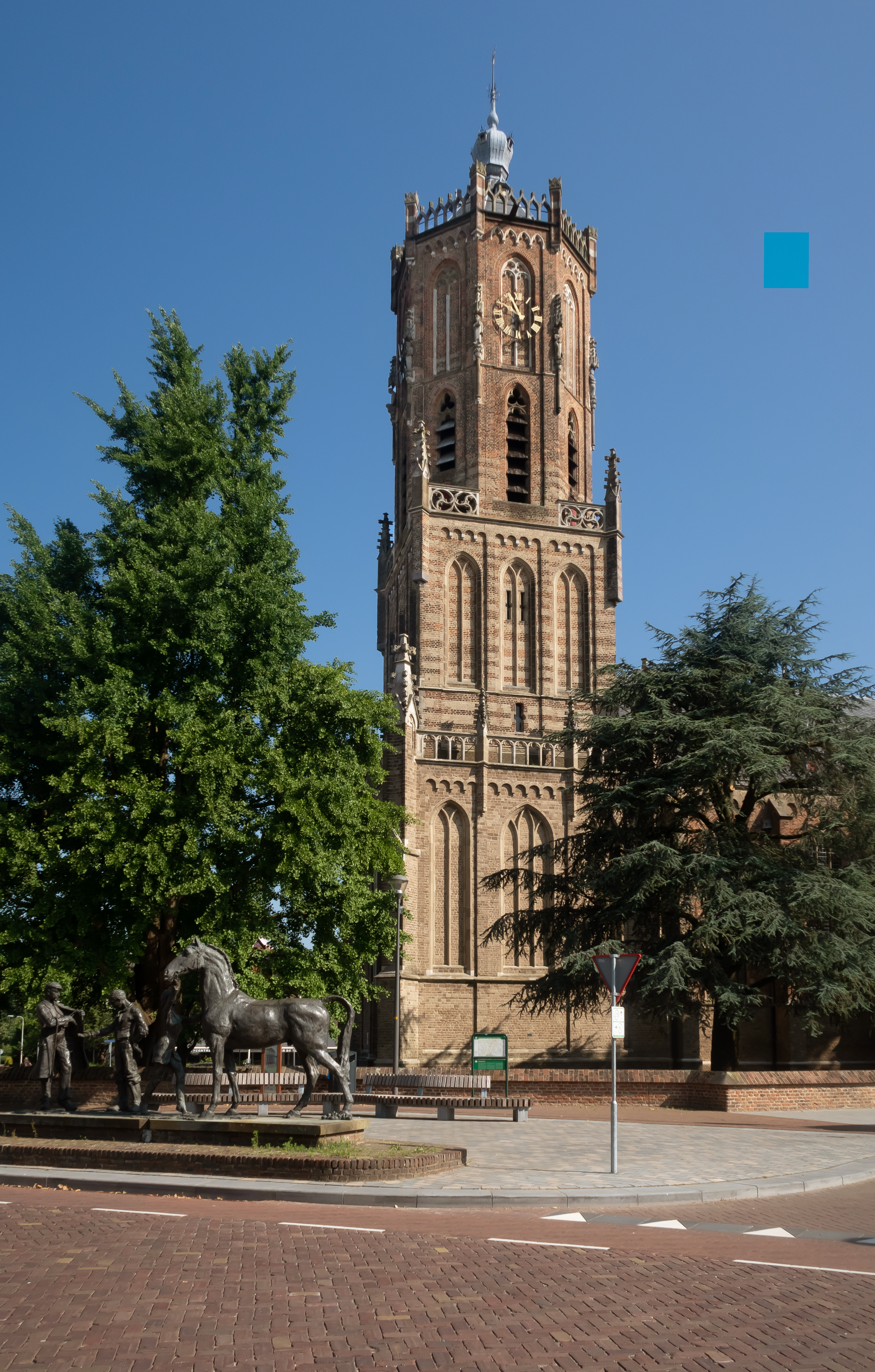
Церква св. Мартіна
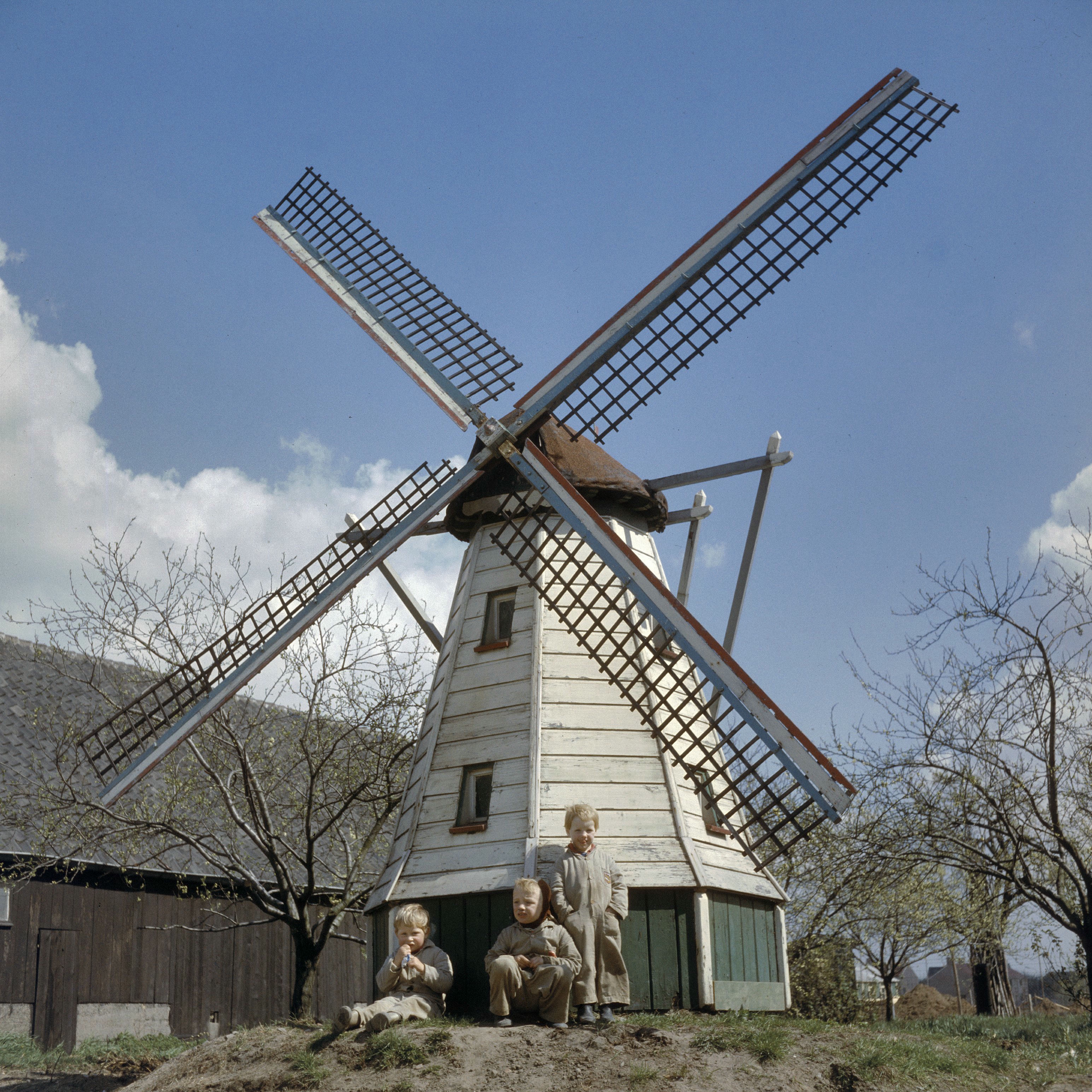
Вітряк
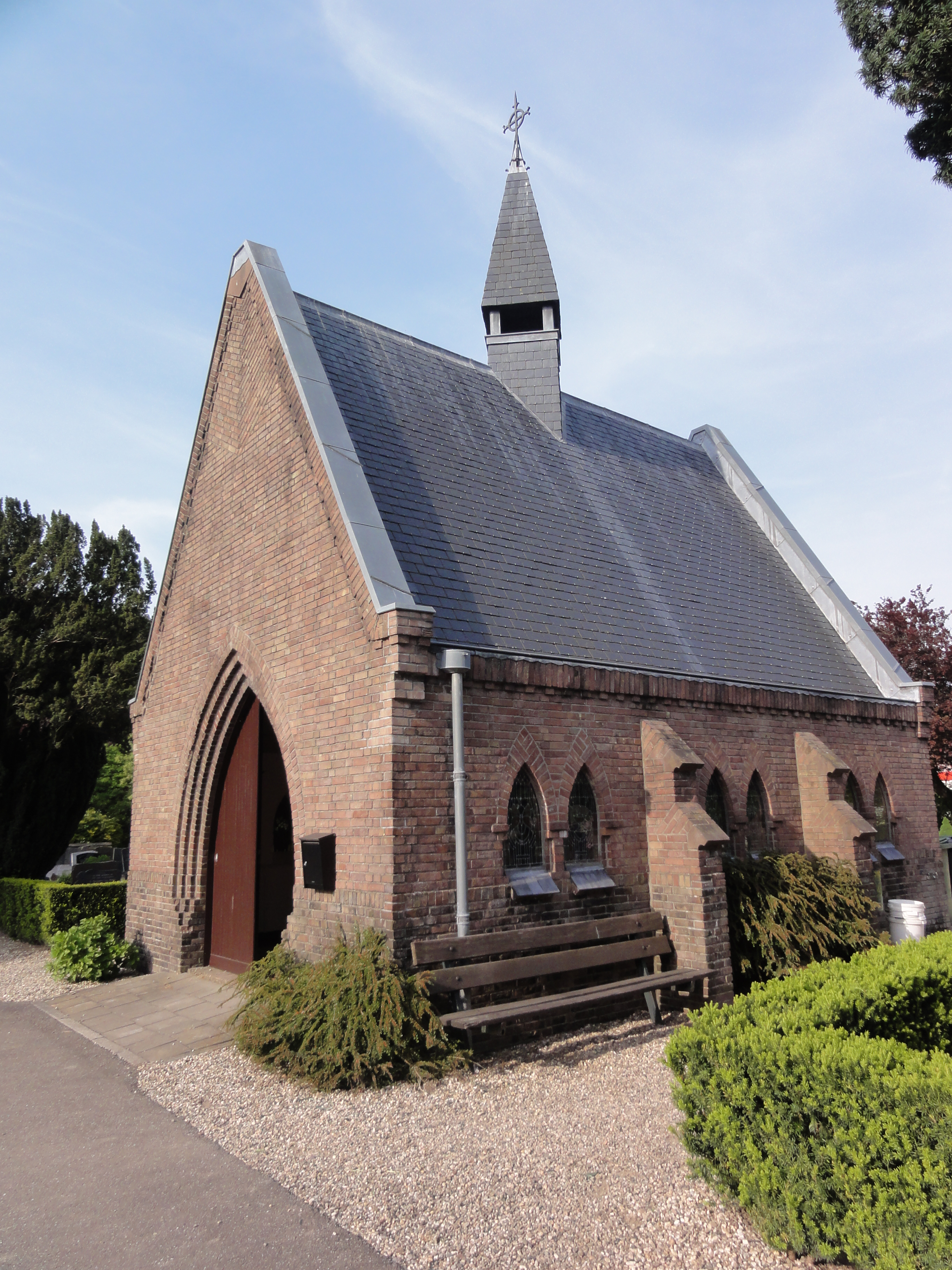
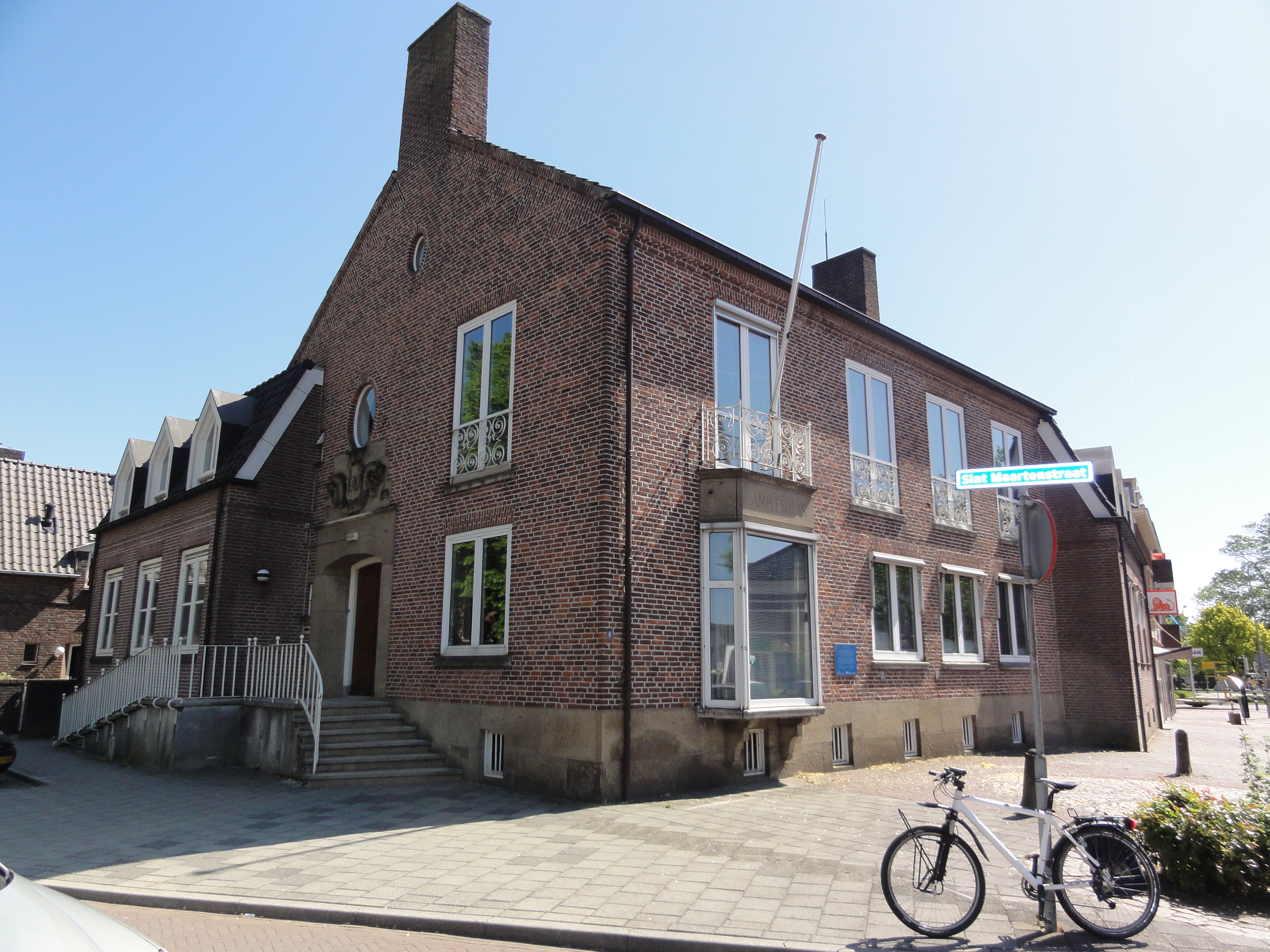
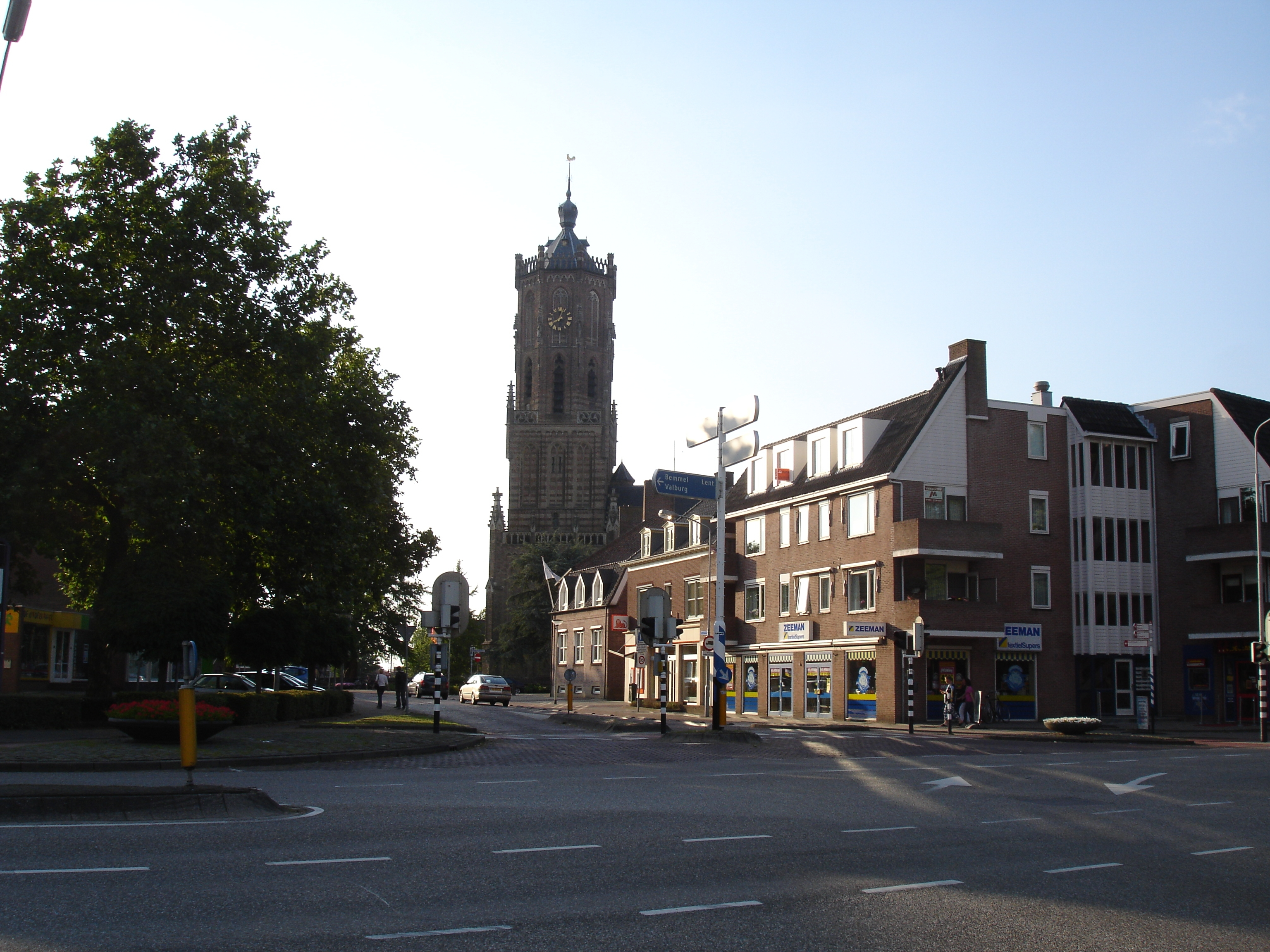